# Rake (Iowa)
Rake è un comune degli Stati Uniti d'America, situato nello Stato dell'Iowa, nella contea di Winnebago.